# Pternozyga
Pternozyga is een geslacht van vlinders van de familie bladrollers (Tortricidae), uit de onderfamilie Tortricinae.

## Soorten
- P. anisoptera Diakonoff, 1941
- P. argodoxa Meyrick, 1922
- P. haeretica Meyrick, 1908
- P. melanoterma Diakonoff, 1953